# IC 4441
IC 4441 est une petite galaxie spirale située dans la constellation du Loup. IC 4441 a été découverte par l'astronome américain Lewis Swift en 1897. Cette galaxie a aussi été observée en 1899 par l'astronome américain DeLisle Stewart et inscrite à l'Index Catalogue sous la désignation IC 4444, mais ce fait n'est pas certain.
Sa vitesse par rapport au fond diffus cosmologique est de 2 162 ± 15 km/s, ce qui correspond à une distance de Hubble de 31,9 ± 2,3 Mpc (∼104 millions d'al).

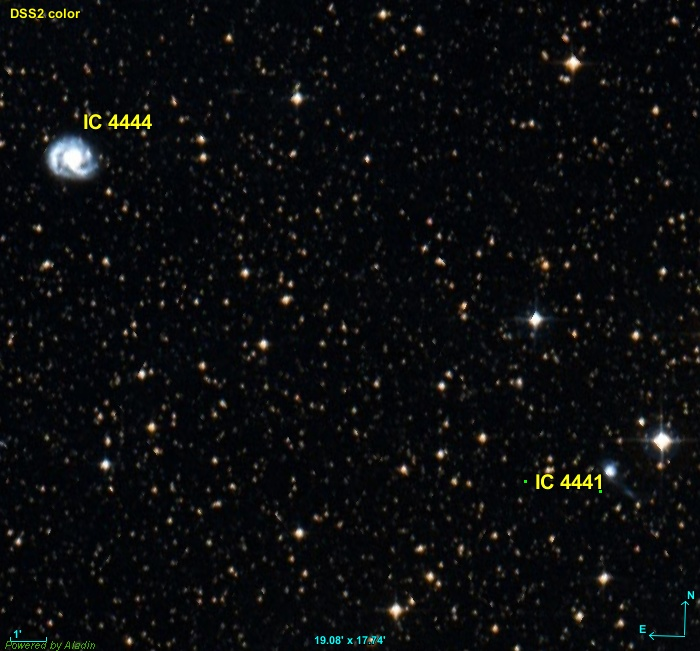
Les galaxies IC 4441 et IC 4444. L'identification de ces deux galaxies ne fait pas l'unanimité, mais IC 4444 est probablement la galaxie IC 4441.

La classe de luminosité d'IC 4441 est II-III et elle présente une large raie HI.
Les avis diffèrent sur la classification d'IC 4441, spirale barrée selon Wolfgang Steinicke, spirale intermédiaire selon HyperLeda et le professeur Seligman et spirale ordinaire selon la base de données NASA/IPAC. L'image obtenue du relevé DSS permet difficilement de choisir entre ces options. De plus, les avis diffèrent aussi sur l'identification d'IC 4441. Selon toutes les sources consultées, IC 4444 est probablement un doublon de la galaxie IC 4441, sauf pour Simbad et HyperLeda pour qui IC 4444 est la galaxie PGC 51825,. La description faite par Eskridge, Frogel et Pogge (voir section morphologie) correspond à une galaxie spirale intermédiaire, donc à IC 4441.
Selon la base de données Simbad, IC 4444 est une radiogalaxie. Cependant, Simbad et HyperLeda associent la galaxie IC 4441 à PGC 51825 et non à  PGC 51905.
À ce jour, cinq mesures non basées sur le décalage vers le rouge (redshift) donnent une distance de 17,720 ± 6,028 Mpc (∼57,8 millions d'al), ce qui est à l'extérieur des valeurs de la distance de Hubble. Puisque cette galaxie est relativement rapprochée du Groupe local, cette distance est peut-être plus près de sa distance réelle que la distance de Hubble. Notons aussi que c'est avec la valeur moyenne des mesures indépendantes, lorsqu'elles existent, que la base de données NASA/IPAC calcule le diamètre d'une galaxie et qu'en conséquence le diamètre d'IC 4441 pourrait être d'environ 22,4 kpc (∼73 100 al) si on utilisait la distance de Hubble pour le calculer.

## Morphologie

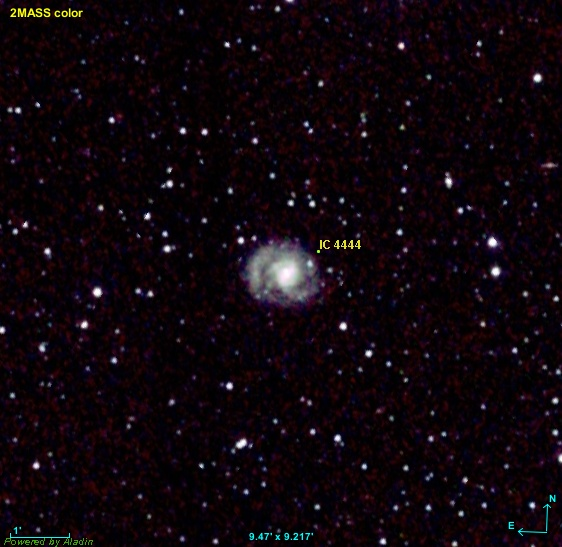
IC 4441 (IC 4444) en infrarouge par le relevé 2MASS.

Eskridge, Frogel et Pogge ont publié un article en 2002 décrivant la morphologie de 205 galaxies spirales ou lenticulaires rapprochées. Les observations ont été réalisées dans la bande H de l'infrarouge et dans la bande B (le bleu). Selon Eskridge et ses collègues, IC 4441 (IC 4444 dans l'article) est de type Sd dans la bande B et (R)SB(r)cd dans la bande H. Le bulbe d'IC 4441 est petit et de faible luminosité. Il est fileté par une barre bien définie. Il semble y avoir un anneau intérieur complet dont le rayon correspond aux extrémités de la barre, mais la présence d'une étoile rend cela difficile à distinguer. Il y a au moins trois bras spiraux qui commencent tous aux extrémités de la barre. Un bras émane de l'extrémité sud-est et serpente ensuite vers l'ouest. Ce bras s'enroule de seulement 90° avant de s'estomper dans le disque ambiant. Deux bras émanent de l'extrémité nord-ouest de la barre. L'un deux est étroitement enroulé, court et parsemé de nœuds brillants où naissent des étoiles. L'autre est assez lâche et s'enroule sur environ[Quoi ?] avant de s’estomper. Ce troisième bras a une région de formation d’étoiles intense à peu près à l’est du bulbe à un angle d’enroulement de ~120 degrés.

## Supernova
La supernova SN 2009G a été découverte dans IC 4441 (IC 4444 sur le site) le 5 janvier 2009 par G.Pignata et al. dans le cadre du programme de recherche de supernovas CHASE (CHilean Automatic Supernova sEarch). D'une magnitude apparente de 16,5 au moment de sa découverte, elle était de type IIP et sa magnitude au moment de sa découverte était de 16,5.